# Арреола, Хайро
Хайро Рандольфо Арреола Сильва (исп. Jairo Randolfo Arreola Silva; 20 сентября 1985, Пуэрто-Сан-Хосе, Гватемала) — гватемальский футболист, полузащитник и капитан клуба «Депортиво Гуастатоя», игрок сборной Гватемалы.

## Клубная карьера
Арреола — воспитанник клуба «Комуникасьонес». В 2005 году он дебютировал в Лиге Насьональ. В составе клуба Хайро восемь раз выиграл национальное первенство.

## Международная карьера
9 июня 2007 года в матче Золотого кубка КОНКАКАФ против сборной Сальвадора Арреола дебютировал за сборную Гватемалы, заменив во втором тайме Карлоса Руиса.
В 2011 году в составе сборной Хайро принял участие в розыгрыше Золотого кубка КОНКАКАФ. На турнире он сыграл в матче против сборной Мексики, Гондураса и Гренады.
В 2015 году Арреола в третий раз принял участие в розыгрыше Золотого кубка КОНКАКАФ. На турнире он был запасным и на поле не вышел.

## Достижения
Командные
 «Комуникасьонес»
- Чемпионат Гватемалы по футболу (8) — Апертура 2008, Апертура 2010, Апертура 2011, Клаусура 2012, Апертура 2013, Клаусура 2013, Апертура 2014, Клаусура 2014